# Bell Clavelli de Oliveras
Bell Clavelli de Oliveras (Montevideo, 1918- Montevideo, 1990) fue una maestra, artista plástica e investigadora uruguaya. Fue la primera directora del Museo Nacional de Antropología (Uruguay).

## Biografía
Se recibió como Maestra del Instituto Normal de Señoritas María Stagnero de Munar en 1936 y ejerció hasta 1970. Se formó, también, como artista plástica en el Círculo de Bellas Artes con Guillermo Laborde y realizó cursos con José Cúneo.
Estos conocimientos los aplicó en un nuevo modelo de enseñanza que consistía en aplicar las técnicas plásticas en las clases. Esta forma de educación la realizó junto a la maestra María Antelo.
Realizó ilustraciones a varios libros y en la revista El Grillo, publicación del Consejo Nacional de Enseñanza Primaria y Normal.
Tuvo mucho interés en la investigación de la naturaleza por lo que se relacionó al Centro de Estudios de Ciencias Naturales donde conoció a Francisco Oliveras, quien fuera su esposo, y donde desarrolló estudios arqueológicos de Uruguay. Realizó una importante labor de conservación, registro, documentación y restauración de las colecciones del Instituto. El caso más notorio es la restauración de la campana zoomorfa denominada Ñacurutú, pieza emblemática de la arqueología uruguaya.